# Ceratogyrus meridionalis
Ceratogyrus meridionalis é uma espécie de aranha pertencente à família Theraphosidae. Pode ser encontrada no Maláui e em Moçambique.